# Codex Guelferbytanus A
Codex Guelferbytanus A designado Pe ou 024 (Gregory-Aland), ε 33 (von Soden), é um manuscrito uncial grego dos quatro evangelhos, datado pela paleografia para o século 6.

## Descoberta
Contem 44 fólios dos quatro Evangelhos (26.5 x 21.5 cm). Escrito em duas colunas por página, em 24 linhas por página. O nomina sacra curto, escrito em ouro (ΙΣ,  ΧΣ (Christos), ΚΣ (Kurios) ΘΣ, ΥΣ, ΠΗΡ, ΠΝΑ, ΙΛΗΜ, ΑΝΟΣ, and ΔΑΔ).
Ele contém as seções amonianas, mas não os cânones eusebianos].
Ele é um palimpsesto (como Codex Guelferbytanus B e Codex Carolinus).

## Conteúdos
Evangelho de Mateus 1,11–21; 3,13–4,19; 10,7–19; 10,42–11,11; 13,40–50; 14,15–15,3.29–39;
Evangelho de Marcos 1,2–11; 3,5–17; 14,13–24,48–61; 15,12–37;
Evangelho de Lucas 1,1–13; 2,9–20; 6,21–42; 7,32–8:2; 8,31–50; 9,26–36; 10,36–11,4; 12,34–45; 14,14–25; 15,13–16,22; 18,13–39;
Evangelho de João 1,29–40; 2,13–25; 21,1–11.

## Texto
O texto grego desse codex é um representante do Texto-tipo Bizantino. Aland colocou-o entre a Categoria V.

## História
O manuscrito foi descoberto antes do 18o século por Franz Anton Knittel na Biblioteca Ducal de Wolfenbüttel.
Actualmente acha-se no Herzog August Bibliothek (Weissenburg 64) em Wolfenbüttel.

## Literatura
- Constantin von Tischendorf, Monumenta Sacra VI (Leipzig, 1869), pp. 249–338.
- G. Cavallo, „Richerche sulla maiuscola biblica“ (Florence, 1967), p. 92.
- U. B. Schmid, D. C. Parker, W. J. Elliott, The Gospel according to St. John: The majuscules (Brill 2007), pp. 39–44.